# Іберо-Америка

Карта Іберо-Америки

Іберо-Америка (ісп. Iberoamérica) — визначення, що використовується з другої половини XIX століття для позначення частини світу, що об'єднує іспано-і португаломовні держави Європи і Латинської Америки.
Термін походить від назви Іберійського (Піренейського) півострова, на якому розташовуються Іспанія і Португалія, які захопили в XVI-XVII століттях землі Центральної і Південної Америки.